# Библиотека Люденшайда
Городская библиотека Люденшайда (нем. Stadtbücherei Lüdenscheid) — публичная библиотека, расположенная в городе Люденшайд; была известна также как Народная библиотека города Люденшайд (нем. Volksbibliothek der Stadt Lüdenscheid). Открыта в 1857 году и претендует на статус одной из старейших библиотек Германии, доступной для всех слоёв населения.

## История и описание
Городская библиотека Люденшайда была основана как «Народная библиотека города Люденшайд» 10 мая 1857 года — что делает её одной из старейших германских библиотек, доступный для всех слоёв населения. Само здание библиотеки расположено на площади Graf-Engelbert-Platz, в восточной части Старого города — недалеко от торгового района Вильгельмштрассе и новой Ратуши.
По инициативе нескольких граждан, заинтересованных в культурной жизни города, в Люденшайде, население которого в середине XIX века составляло всего 5000 человек была основана публичная библиотека. Созданию книжной коллекции способствовала как покупка литературы, общей стоимостью в 90 талеров и 20 серебряных грошей, так и подарки со стороны горожан; получив 380 томов, библиотека смогла начать выдачу книг. Поскольку народная библиотека являлась частным учреждением, первые годы она существовала на пожертвования. С 1868 года доходы учреждения увеличились за счет проведения им музыкальных вечеров и научных лекций: это позволило добавить в 1907 году читальный зал, в котором стали доступны 47 газет. После Первой мировой войны библиотека перешла под управление городской администрации; «культурные чистки» времён Третьего рейха и отправка книг на фронт в годы Второй мировой войны заметно сказались на библиотечных фондах. В 1951 году здание, купленное городом в 1936 году, было капитально отремонтировано и реконструировано; большое расширение произошло и в конце 1980-х годов. В 2007 году библиотека отметила своё 150-летие: к началу XXI века её коллекция расширилась до 130 000 носителей информации; она ежегодно обслуживает около 200 тысяч человек, больше половины из которых составляют лица моложе 25 лет.